# BUNGO -日本文学シネマ-
『BUNGO 日本文学シネマ』（ぶんごう にほんぶんがくシネマ）は、TBSやBS-TBSなどで放送された短期ドラマシリーズ。

## 概要
短編小説を代表する6作「黄金風景」「檸檬」「高瀬舟」「魔術」「富美子の足」「グッド・バイ」を30分間のテレビドラマで綴る。
なお、映画版も含む原作全12作を収録した『BUNGO 文豪短編選』が、角川文庫として発行されている。

## 各話情報

### 黄金風景
キャスト
- 津島修治：向井理（幼少期：遠藤健慎）
- お慶：優香
- 警察官・馬車屋：青木崇高

スタッフ
- 原作：太宰治 「黄金風景」
- 脚本：菅野友恵
- 監督：アベユーイチ
- 音楽：小林洋平

### 檸檬
キャスト
- カジイ：佐藤隆太
- 丸善の店員：蓮佛美沙子
- 一階の男：赤堀雅秋
- 二階の男：三島ゆたか
- ナカタニ：和田聰宏

スタッフ
- 原作：梶井基次郎 「檸檬」
- 脚本：いながききよたか
- 監督：吉田恵輔
- 音楽：小林洋平

### 高瀬舟
キャスト
- 喜助：成宮寛貴
- 庄兵衛：杉本哲太
- 与平：タモト清嵐
- 老婆：岡本麗

スタッフ
- 原作：森鷗外 「高瀬舟」
- 脚本：久保裕章
- 監督：冨樫森
- 音楽：石塚徹

### 魔術
キャスト
- 櫻田竜一：塚本高史
- マティラム・ミスラ：村上淳
- 文子：中村ゆり
- 直哉：三浦誠己
- 黒田大輔

スタッフ
- 原作：芥川龍之介 「魔術」
- 脚本：草野陽花
- 監督：熊切和嘉
- 音楽：石塚徹

### 富美子の足
キャスト
- 富美子：加藤ローサ
- 塚越：寺田農
- 宇之吉：夕輝壽太
- 宮田早苗
- 上村依子
- 尚玄

スタッフ
- 原作：谷崎潤一郎 「富美子の足」
- 脚本：菅野友恵
- 監督：橋本光二郎
- 音楽：小林洋平

### グッド・バイ
キャスト
- 田島周二：山崎まさよし
- キヌ子：水川あさみ
- 村松：小市慢太郎
- 青木：出口結美子
- 男：長江英和

スタッフ
- 原作：太宰治 「グッド・バイ」
- 脚本：倉持裕
- 監督：篠原哲雄
- 音楽：山崎まさよし

## スタッフ（全作品共通）
- 主題歌：いきものがかり 「真昼の月」
- ナレーション：吉岡聖恵（いきものがかり）

## 放送日
放送地域にTBS系列局がありながら、他系列で放送された事例もある。

## 映画版
『BUNGO〜ささやかな欲望〜』のタイトルで2012年9月29日に公開された。全6話で3話ずつ「見つめられる淑女たち」と「告白する紳士たち」に分けて2本同時に公開される。作品は、宮沢賢治『注文の多い料理店』（主演：石原さとみ）、三浦哲郎『乳房』（主演：水崎綾女）、永井荷風『人妻』（主演：谷村美月）、岡本かの子『鮨』（主演：橋本愛）、坂口安吾『握った手』（主演：山田孝之）、林芙美子『幸福の彼方』（主演：波瑠）。